# Университет Бремен
Университет Бремен е държавен университет, разположен в град Бремен, провинция Бремен, Германия. Той е научен и изследователски център на северозападна Германия, като най-силните му страни са природните, инженерните, социалните и хуманитарните науки. През 2015 г. е класиран на 26-о място сред университетите, по-млади от 50 години, в класацията Times Higher Education. 
Университетът е основан през 1971 г. 
Годишният му бюджет през 2014 г. е 280 млн. евро, от които 90 млн. евро са по проекти, финансирани от трети страни. В него работят 3500 души, от които 2300 души са научни сътрудници, а от тях 290 са професори. В него учат 20 000 студенти. 7000 следват природонаучни и инженерни специалности, 5250 – правни, икономически и социални науки и 5800 – хуманитарни науки. 40% от студентите са от провинцията Бремен, 30% – от Долна Саксония и 7% от Северен Рейн-Вестфалия. 2200 от студентите са чужденци, от които 1000 са от Европа, 700 от Азия, 260 от Африка, 160 от Америка и 4 от Австралия. Между 1 октомври 2013 и 30 септември 2014 г. университетът издава 3100 дипломи, от които 1700 за бакалавър, 1200 за магистър, 130 за диплом, 70 за издържани държавни изпити по право, 340 докторски степени и 6 хабилитации. 
Ректор на университета е проф. д-р инж. Бернд Шолц-Райтер. 
В университета са включени 12 факултета: 
- Физика/Електротехника
- Биология/Химия
- Математика/Информатика
- Продуцираща техника – машиностроене и процесно инженерство
- Науки за Земята
- Правни науки
- Икономика
- Социални науки
- Културни изследвания
- Езикознание и литературознание
- Хуманистични и здравни науки
- Педагогика